# 電子音声現象
電子音声現象（でんしおんせいげんしょう、英: Electronic voice phenomenon、しばしばEVPと略される）とは、電子機器等により死後世界との交信を試みる死後意識存続研究のことである。Instrumental Transcommunication（英: Instrumental Transcommunication、略 ITC）とも呼ばれる。

## 研究史
1901年、アメリカの民族学者ヴァルデマール・ボグラスが、シベリアのシャーマンが打ち鳴らすドラムの音を録音したところ、複数の「声」が録音された。これは「霊の声」を電気的な録音装置でとらえた最初のケースとなった。
1920年代に、トーマス・エジソンは、死後の世界との交信を行う機器の開発研究を行った。この機器が完成する事はなくエジソンは死去した。
1952年9月15日、ヴァチカンの法王庁アカデミー学長ジェメリ神父と物理学者・哲学者でもあるエルネッティ神父は、グレゴリオ聖歌を録音していた。すると「ジェメリ神父の他界した父親からの音声」が録音された。父親の声は「いつでもお前の側にいる」と語り、誰も知らないはずのジュメリ神父の幼少期のあだ名を呼んだ。
1956年に カリフォルニアのスザレイとペイレスが、テープに「超常的な音声」を録音することに成功した、とアメリカ心霊研究協会のジャーナル誌上で発表した。
1959年、スウェーデンの映画プロデューサー、フリードリッヒ・ユルゲンソンが、鳥の鳴き声を集めている際に「他界した母親の声」を録音した。その声は「フリードリヒ、あなたは守られていますよ。この声が聞こえますか？」とドイツ語で語った。ユルゲンソンはその後4年間で何百と言う「声」を集めた。1964年には書籍『宇宙からの声』『死者とのラジオコンタクト』を刊行した。ユルゲンソンの知己であった法王パウロ6世はこの研究に興味を持ち、ローマ教皇庁専属の研究員を公認した。
1967年、ドイツ語に翻訳されたユルゲンソンの本に触発された、ラトビアの心理学者コンスタンティン・ラウティヴが同様の研究を開始した。ラウティヴもまた、亡くなった母親の声を聴いていた。ラウディヴはホワイトノイズを利用することで霊と交信するという「EVP」（en:Electronic voice phenomenon）の技術を体系化した。しかし、ラウティヴが集めた声は、ピッチや増幅、強さなどの点で人間のものとは異なっていたので懐疑的な意見も多く出た。こうした現象は「ラウディヴの声」と呼ばれるようになった。ラウティヴは、霊には喉頭がないので、通常とは異なる規則に従って言葉が構成されていると述べた。（→#EVPへの批判）
1977年に、アメリカの資産家ジョージ・ミーク(George W. Meek)と霊能者ウィリアム・オニールの共同実験により、双方向の通信システム「スピリコム」が制作された。
1979年、スコット・ロゴは、他界した家族や友人達から電話を受け取ったというケースを収集・研究し、著書「Telephone calls from the Dead」として発表した。
1982年には、1968年に他界したNASAの科学者ジョージ・ミュラーとの20時間以上に及ぶ「交信」が発表された。同じく1982年、サラ・イーステップがEVPアメリカ協会を設立した。
1980年代後半には、ジョージ・ミークとビル・オニールの手によりスピリコムを応用した、電子システムによる次元間通信「ITC」が誕生する。
1986年、西ドイツのクラウス・シュライバーはテレビモニターで「死者の映像」を受信したと発表した。
1986年、ルクセンブルクでマギー＆ジュール・ハーシュ＝フィッシュバッハ夫妻がトランスコミュニケーション研究所「CETL」を設立する。同年10月4日には、「他界からのビデオ画像」を初めて受信する。そこにはピエール・クラインという男性の姿が4/50秒間の間ビデオカメラに映されていた、とされる。
CETLの情報によれば、死後の人間が赴く世界である第三界に存在する「タイムストリーム」というITC専門研究所から情報が送られており、そこにはトーマス・エジソン、キュリー夫人、ヴェルナー・フォン・ブラウン、アルベルト・アインシュタイン、コンラート・ローレンツ、アーサー・コナン・ドイル、ジュール・ヴェルヌ、そしてITCの先駆者であるフリードリッヒ・ユルゲンソンやコンスタンティン・ラウティヴらが、いかにして地球と連絡を取るか、努力を続けているという。これはあくまでCETL独自の情報であり、他のソースでは確認されていない。

## EVPへの批判
超心理学者のコンスタンティン・ラウティヴ（Konstantin Raudive）によれば、電子音声現象の特徴は、拾われた音声が単語程度または短い言葉程度の長さをもつ事だとしている。電子音声現象が起こる一般的な音源としては、ホワイトノイズ、放送を受信できていない時にラジオなどから発生するノイズ、録音時に拾った背景ノイズ（特に小さな音を録音すべく録音機側の感度を上げた時に顕著に入る、いわゆる「サー」という音）などが挙げられる。このような音源において科学では説明の付かない電子音声現象が起こったと主張する例も見られる。
しかし、それらは自然現象、あるいは偶然の産物にすぎないという指摘がある。
偶然の産物
例えば、単に人の声に似た音が鳴っていただけ、ラジオに無線が混信しただけという現象がこれに当たる。
自然現象
流星が地球に落下して来る時に電離層に1秒程度の短い時間ながら影響を与えて、結果として通常は届かない場所から発信されたラジオ電波を遠くに届けてしまう場合がある。
知覚錯誤
ランダムに発生させた音声が脳の働きによって自身の話す言語であるかのように知覚してしまう認知上の錯誤が起こり得る。（似た現象として、自身が知らない言語の一部が自身の知っている言語であるかのように聞こえた現象などがある。人間の脳は自身のとって意味のある言葉を探そうとするのでこのような現象が起こる。)
捏造・でっち上げ
音を人の声に似せる方法は無数にある。そもそも人為的に話し声に聞こえるように作られた音であったり（例えば、ホワイトノイズにある種のフィルターをかけて加工してやると話しているように聞こえる音を作ることもできる。)、ギターなどの楽器の音にワウエフェクト（フィルター系のエフェクター）をかけて加工すると人間が話しているように聞こえる音を作ることもできる。

## ITCの検証実験
イタリアのボローニャ電子音響研究所をはじめ複数の研究所で、ITCにより録音された「死者の音声」の研究が行われた。その結果、録音された音声は「現在の科学的知識では説明不可能」とされた。録音された音声は更なる分析にかけられ、「90%以上の確率で故人が生前に話していた声と一致」した。その音声は、録音されたテープを逆再生した場合もメッセージとして聞き取れ、最も高性能のソフトウェアでも再現不可能とされた。
ITCには様々な批判があるが、この実験の結果では、複数の参加者が同時に１つのメッセージを聞き取ることが出来たため「様々な音が偶然意味を持って聞こえた」という説や「最初に録音を聴いたものにより実験者が誘導された」という批判的解釈は成り立たなかった。また、この研究では、実験者が使用する電波の種類を部外者が知る方法がないため、第三者がイタズラで介入する可能性も皆無であった。録音された音声は1400ヘルツを超えており、通常の人間の声帯(80〜400ヘルツ)では出せない周波数の音であった。声はITC参加者の質問に参加者の知らない知識を用いて返答したため「ラジオの電波が偶然とらえられた」とする説も成り立たなかった。
2004年のイタリア、グローセットの電子音声現象センターの実験では、厳重に監視下に置かれた電源の入っていないラジオからメッセージがとらえられた。